# Puccinia inermis
Puccinia inermis ist eine Ständerpilzart aus der Ordnung der Rostpilze (Pucciniales). Der Pilz ist ein Endoparasit eines nicht näher bestimmten Korbblütlers der Gattung Eupatorium. Symptome des Befalls durch die Art sind Rostflecken und Pusteln auf den Blattoberflächen der Wirtspflanzen. Sie ist ein Endemit Costa Ricas.

## Merkmale

### Makroskopische Merkmale
Puccinia inermis ist mit bloßem Auge nur anhand der auf der Oberfläche des Wirtes hervortretenden Sporenlager zu erkennen. Sie wachsen in Nestern, die als gelbliche bis braune Flecken und Pusteln auf den Blattoberflächen erscheinen.

### Mikroskopische Merkmale
Das Myzel von Puccinia inermis wächst wie bei allen Puccinia-Arten interzellulär und bildet Saugfäden, die in das Speichergewebe des Wirtes wachsen. Ihre Spermogonien und Aecien sind bislang nicht bekannt. Die blattunterseitig wachsenden Uredien des Pilzes sind zimtbraun. Ihre hell gelbbraunen Uredosporen sind 23–25 × 26–29 µm groß, halbkugelförmig und stachelwarzig. Die Telien der Art sind unbeschrieben. Die goldbraunen Teliosporen sind zweizellig, in der Regel langellipsoid, tailliert und 31–37 × 24–26 µm groß. Ihre Stiele sind farblos.

## Verbreitung
Das bekannte Verbreitungsgebiet von Puccinia inermis umfasst lediglich Costa Rica.

## Ökologie
Die Wirtspflanze von Puccinia inermis ist eine unbestimmte Eupatorium-Art. Der Pilz ernährt sich von den im Speichergewebe der Pflanzen vorhandenen Nährstoffen, seine Sporenlager brechen später durch die Blattoberfläche und setzen Sporen frei. Die Art durchläuft einen Entwicklungszyklus, von dem bislang nur Telien und Uredien sowie deren Wirt bekannt sind; Spermogonien und Aecien konnten ihr nicht zugewiesen werden.